# باربورا یانووا
باربورا یانووا (چکی: Barbora Jánová؛ زادهٔ ۱۸ اوت ۱۹۸۹) بازیگر اهل جمهوری چک است.
از فیلم‌ها یا مجموعه‌های تلویزیونی که وی در آن‌ها نقش داشته است، می‌توان به ساختمان پزشکان در باغ رز اشاره نمود.